# Баженова, Ирина Викторовна
Ири́на Ви́кторовна Баже́нова (род. 6 июня 1978, Омск) — российская фехтовальщица, двукратная чемпионка России (2002, 2004), трехкратная чемпионка Европы (2000, 2002, 2003), двукратная чемпионка мира (2001, 2002) по фехтованию на саблях. Заслуженный мастер спорта России (2003). Награждена медалью ордена «За заслуги перед Отечеством» II степени (2003).

## Биография
Родилась в семье известного советского фехтовальщика Виктора Баженова. Начала заниматься фехтованием на саблях в возрасте 7 лет под руководством отца.
Наиболее значимых успехов добивалась на рубеже 1990—2000-х годов, когда стала привлекаться в сборную Россию на крупнейших международных турнирах. В её составе она дважды становилась чемпионкой Европы (2000, 2002) и чемпионкой мира (2001, 2002) в командных соревнованиях. В 2002 году на чемпионате Европы в Москве она также завоевала бронзовую медаль в личном зачёте.
После завершения своей спортивной карьеры занялась тренерской деятельностью. С 2007 года работает в московском фехтовальном клубе «Виктория-Эль».